# Gochon-eup
Gochon-eup (koreanska: 고촌읍) är en köping i kommunen Gimpo i provinsen Gyeonggi i Sydkorea,19 km väster om huvudstaden Seoul.